# Ruslan Provodnikov
Ruslan Michajlovič Provodnikov (in russo Руслан Михайлович Проводников?; Beryozovo, 20 gennaio 1984) è un pugile russo.
Soprannominato il Rocky Siberiano, è stato campione nella categoria dei Pesi welter leggeri con la WBO.

## Biografia
Ruslan Mikhailovich Provodnikov nasce a Beryozovo, un piccolo villaggio in Siberia da padre etnicamente Russo e madre etnicamente mansi. Abitualmente viaggiava 10 ore per recarsi in una palestra ad Ekaterinburg per allenarsi. Da dilettante ha vinto dai 130 ai 150 incontri. Ad Ekaterinburg fu scoperto dal suo attuale manager e promoter che lo portò con sé negli USA.

### Carriera
Provodnikov ha combattuto diverse volte in eventi televisivi importanti come il Friday Fight Night di EPSN2. Si è guadagnato un'ottima reputazione maturata negli incontri contro DeMarcus Corley e Mauricio Herrero. Il suo manager e promoter Vadim Kornilov lo ha avvicinato all'allenatore Freddie Roach, il quale nota del potenziale in lui. Dal 2012 si allena nella Wild Card Gym di Roach, facendo alcune sessioni di sparring con il campione Manny Pacquiao.
| Ris.  | Avversario           | Tipo | Rnd. tempo    | Data       | Luogo          |
| ----- | -------------------- | ---- | ------------- | ---------- | -------------- |
| Perso | Lucas Matthysse      | MD   | 12            | 18-04-2015 | Mosca          |
| Vinto | José Luis Castillo   | TKO  | 5 (12), 0:50  | 28-11-2014 | Mosca          |
| Perso | Chris Algieri        | SD   | 12            | 14-06-2014 | New York       |
| Vinto | Mike Alvarado        | RTD  | 10 (12), 3:00 | 19-10-2013 | Broomfield     |
| Perso | Timothy Bradley      | UD   | 12            | 16-03-2013 | Carson         |
| Vinto | Jose Reynoso         | KO   | 2 (10), 1:52  | 29-06-2012 | Corona         |
| Vinto | David Torres         | TKO  | 6 (10), 2:53  | 27-01-2012 | Washington     |
| Vinto | DeMarcus Corley      | UD   | 12            | 05-12-2011 | Ekaterinburg   |
| Vinto | Ivan Popoca          | KO   | 8 (10), 2:16  | 15-04-2011 | Berëzovo       |
| Vinto | Vyacheslav Yakovenko | TKO  | 3 (6), 2:43   | 20-02-2011 | Berëzovo       |
| Perso | Mauricio Herrera     | UD   | 12            | 07-01-2011 | Las Vegas      |
| Vinto | Fayzullo Ahmedov     | UD   | 6             | 16-10-2010 | Ekaterinburg   |
| Vinto | Emanuel Augustus     | TKO  | 9 (10), 1:50  | 21-05-2010 | Laredo         |
| Vinto | Javier Jauregui      | TKO  | 8 (10), 2:10  | 12-02-2010 | Temecula       |
| Vinto | Victor Hugo Castro   | KO   | 2 (12), 0:30  | 28-11-2009 | Samara         |
| Vinto | Mahsud Jumaev        | RTD  | 2 (6), 3:00   | 24-10-2009 | Ekaterinburg   |
| Vinto | Esteban Almaraz      | UD   | 6             | 20-03-2009 | Laredo         |
| Vinto | Abdulaziz Matazimov  | UD   | 6             | 21-02-2009 | Khanty-Masiysk |
| Vinto | Sergey Starkov       | UD   | 10            | 03-11-2008 | Beryozovo      |
| Vinto | Wang Jie             | TKO  | 3 (8)         | 22-08-2008 | Pechino        |
| Vinto | Brian Gordon         | UD   | 6             | 16-05-2008 | Las Vegas      |
| Vinto | Jose Angel Roman     | TKO  | 1 (6), 2:28   | 07-03-2008 | Mashantucket   |
| Vinto | Vadim Sufiyanov      | KO   | 3 (6), 1:07   | 31-01-2008 | Ekaterinburg   |
| Vinto | Darren Darby         | TKO  | 1 (4), 2:12   | 16-09-2007 | Washington     |
| Vinto | Willie Diamond       | TKO  | 1 (4), 1:46   | 23-06-2007 | Las Vegas      |
| Vinto | Antwon Barrett       | KO   | 1 (4), 2:33   | 28-04-2007 | Mashantucket   |
| Vinto | Dmitry Toropchin     | RTD  | 2 (4), 3:00   | 01-02-2007 | Ekaterinburg   |
| Vinto | Kirill Artemiev      | UD   | 4             | 03-12-2006 | Ekaterinburg   |